# Página de códigos 437

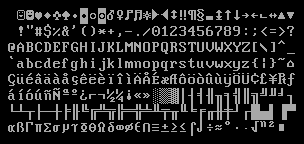
Repertorio completo de la página de códigos 437.

La página de códigos 437 es el conjunto de caracteres que incorporaba la primera versión del Personal Computer (PC) de IBM sobre el sistema operativo MS-DOS, en el año 1981. También se la conoce como CP-437 (por su forma en inglés, code page) OEM-437 (original equipment manufacturer), PC-8 o MS-DOS Latin US. Es erróneo llamarla ASCII extendido como si fuera la única extensión del ASCII original, cuando en realidad no era sino una más de las muchas variaciones que este adoptó cuando pudo contar con un bit más.
En un sentido más estricto, este juego de caracteres no surgió como una auténtica  página de códigos (en su sentido actual) sino que era simplemente el repertorio de caracteres gráficos disponible en la ROM de los adaptadores de video IBM Monochrome Display Adapter (MDA) y Color Graphics Adapter (CGA) del IBM PC original; esto es, estaba implementada en su circuitería. La expresión "Original Equipment Manufacturer" (OEM, equipamiento original del fabricante) surge de este hecho. Hoy día, todavía es el tipo de letra primario en el corazón de cualquier tarjeta gráfica compatible con EGA y VGA, o sea que el texto que se puede ver en la pantalla cuando un PC se reinicia se muestra con esta página de códigos.
Todos estos adaptadores de pantalla tienen un modo básico de texto de 80 columnas, en los cuales cada posición de carácter se representa en la memoria RAM de vídeo como un único byte (más un byte adicional con información sobre su color y/o efecto visual), lo que proporciona 256 valores posibles para caracteres gráficos. De este modo, más allá del juego de caracteres imprimibles del ASCII (valores 32 a 126, 95 en total), los ingenieros pusieron en la ROM un puñado de caracteres variados incluso para el rango 0 a 31, reservado en ASCII para propósitos de control (no imprimibles).
Así pues esta página de códigos tiene dos usos principales: como un código de intercambio de información (a través de archivos y telecomunicaciones), en las cuales los valores 0 a 127 tienen el mismo cometido que en ASCII más los caracteres de texto internacionales 128 a 175 (véase la tabla más abajo), y como un recurso gráfico para las pantallas e impresoras (simplemente colocando en la posición de la memoria RAM de vídeo/enviando por la línea el código apropiado), en el cual el rango completo puede ser usado para construir presentaciones interesantes. Por tanto, cualquier archivo que contenga estos caracteres para presentaciones debería considerarse de tipo binario en lugar de texto.

## Caracteres
A continuación se muestra la tabla representando el CP437 usando los caracteres Unicode equivalentes. Los caracteres estándar ASCII y ISO 8859-1 (Latin-1), junto con las letras griegas, se muestran en casillas coloreadas.
Dado el uso doble de los valores en el rango 0 a 31 (0h a 20h), hay dos juegos para estos, de los cuales el primero son sus significados como caracteres de control ASCII y el segundo su aspecto gráfico en pantalla o impreso. 
Para el valor 127 (7Fh), su aspecto gráfico se muestra en la segunda tabla, siendo su significado como carácter de control ASCII "DEL" (delete, borrar), valor Unicode U+007F.
|    | -0          | -1          | -2          | -3          | -4          | -5          | -6          | -7          | -8          | -9         | -A          | -B          | -C          | -D                                    | -E         | -F            |
| 0- | NUL 0000 0  | SOH 0001 1  | STX 0002 2  | ETX 0003 3  | EOT 0004 4  | ENQ 0005 5  | ACK 0006 6  | BEL 0007 7  | BS 0008 8   | HT 0009 9  | LF 000A 10  | VT 000B 11  | FF 000C 12  | CR 000D 13                            | SO 000E 14 | SI 000F 15    |
| 1- | DLE 0010 16 | DC1 0011 17 | DC2 0012 18 | DC3 0013 19 | DC4 0014 20 | NAK 0015 21 | SYN 0016 22 | ETB 0017 23 | CAN 0018 24 | EM 0019 25 | SUB 001A 26 | ESC 001B 27 | FS 001C 28  | GS 001D 29                            | RS 001E 30 | US 001F 31    |
|    | -0          | -1          | -2          | -3          | -4          | -5          | -6          | -7          | -8          | -9         | -A          | -B          | -C          | -D                                    | -E         | -F            |
| 0- | FSP 2007 0  | ☺ 263A 1    | ☻ 263B 2    | ♥ 2665 3    | ♦ 2666 4    | ♣ 2663 5    | ♠ 2660 6    | • 2022 7    | ◘ 25D8 8    | ○ 25CB 9   | ◙ 25D9 10   | ♂ 2642 11   | ♀ 2640 12   | ♪ 266A 13                             | ♫ 266B 14  | ☼ 263C 15     |
| 1- | ► 25BA 16   | ◄ 25C4 17   | ↕ 2195 18   | ‼ 203C 19   | ¶ 00B6 20   | § 00A7 21   | ▬ 25AC 22   | ↨ 21A8 23   | ↑ 2191 24   | ↓ 2193 25  | → 2192 26   | ← 2190 27   | ∟ 221F 28   | ↔ 2194 29                             | ▲ 25B2 30  | ▼ 25BC 31     |
| 2- | SP 0020 32  | ! 0021 33   | " 0022 34   | # 0023 35   | $ 0024 36   | % 0025 37   | & 0026 38   | ' 0027 39   | ( 0028 40   | ) 0029 41  | * 002A 42   | + 002B 43   | , 002C 44   | - 002D 45                             | . 002E 46  | / 002F 47     |
| 3- | 0 0030 48   | 1 0031 49   | 2 0032 50   | 3 0033 51   | 4 0034 52   | 5 0035 53   | 6 0036 54   | 7 0037 55   | 8 0038 56   | 9 0039 57  | : 003A 58   | ; 003B 59   | < 003C 60   | = 003D 61                             | > 003E 62  | ? 003F 63     |
| 4- | @ 0040 64   | A 0041 65   | B 0042 66   | C 0043 67   | D 0044 68   | E 0045 69   | F 0046 70   | G 0047 71   | H 0048 72   | I 0049 73  | J 004A 74   | K 004B 75   | L 004C 76   | M 004D 77                             | N 004E 78  | O 004F 79     |
| 5- | P 0050 80   | Q 0051 81   | R 0052 82   | S 0053 83   | T 0054 84   | U 0055 85   | V 0056 86   | W 0057 87   | X 0058 88   | Y 0059 89  | Z 005A 90   | [ 005B 91   | \ 005C 92   | ] 005D 93                             | ^ 005E 94  | _ 005F 95     |
| 6- | ` 0060 96   | a 0061 97   | b 0062 98   | c 0063 99   | d 0064 100  | e 0065 101  | f 0066 102  | g 0067 103  | h 0068 104  | i 0069 105 | j 006A 106  | k 006B 107  | l 006C 108  | m 006D 109                            | n 006E 110 | o 006F 111    |
| 7- | p 0070 112  | q 0071 113  | r 0072 114  | s 0073 115  | t 0074 116  | u 0075 117  | v 0076 118  | w 0077 119  | x 0078 120  | y 0079 121 | z 007A 122  | { 007B 123  | \| 007C 124 | } 007D 125                            | ~ 007E 126 | ⌂ 2302 127    |
| 8- | Ç 00C7 128  | ü 00FC 129  | é 00E9 130  | â 00E2 131  | ä 00E4 132  | à 00E0 133  | å 00E5 134  | ç 00E7 135  | ê 00EA 136  | ë 00EB 137 | è 00E8 138  | ï 00EF 139  | î 00EE 140  | ì 00EC 141                            | Ä 00C4 142 | Å 00C5 143    |
| 9- | É 00C9 144  | æ 00E6 145  | Æ 00C6 146  | ô 00F4 147  | ö 00F6 148  | ò 00F2 149  | û 00FB 150  | ù 00F9 151  | ÿ 00FF 152  | Ö 00D6 153 | Ü 00DC 154  | ¢ 00A2 155  | £ 00A3 156  | ¥ 00A5 157                            | ₧ 20A7 158 | ƒ 0192 159    |
| A- | á 00E1 160  | í 00ED 161  | ó 00F3 162  | ú 00FA 163  | ñ 00F1 164  | Ñ 00D1 165  | ª 00AA 166  | º 00BA 167  | ¿ 00BF 168  | ⌐ 2310 169 | ¬ 00AC 170  | ½ 00BD 171  | ¼ 00BC 172  | ¡ 00A1 173                            | « 00AB 174 | » 00BB 175    |
| B- | ░ 2591 176  | ▒ 2592 177  | ▓ 2593 178  | │ 2502 179  | ┤ 2524 180  | ╡ 2561 181  | ╢ 2562 182  | ╖ 2556 183  | ╕ 2555 184  | ╣ 2563 185 | ║ 2551 186  | ╗ 2557 187  | ╝ 255D 188  | ╜ 255C 189                            | ╛ 255B 190 | ┐ 2510 191    |
| C- | └ 2514 192  | ┴ 2534 193  | ┬ 252C 194  | ├ 251C 195  | ─ 2500 196  | ┼ 253C 197  | ╞ 255E 198  | ╟ 255F 199  | ╚ 255A 200  | ╔ 2554 201 | ╩ 2569 202  | ╦ 2566 203  | ╠ 2560 204  | ═ 2550 205                            | ╬ 256C 206 | ╧ 2567 207    |
| D- | ╨ 2568 208  | ╤ 2564 209  | ╥ 2565 210  | ╙ 2559 211  | ╘ 2558 212  | ╒ 2552 213  | ╓ 2553 214  | ╫ 256B 215  | ╪ 256A 216  | ┘ 2518 217 | ┌ 250C 218  | █ 2588 219  | ▄ 2584 220  | ▌ 258C 221                            | ▐ 2590 222 | ▀ 2580 223    |
| E- | α 03B1 224  | β 03B2 225  | Γ 0393 226  | π 03C0 227  | Σ 03A3 228  | σ 03C3 229  | µ 00B5 230  | τ 03C4 231  | Φ 03A6 232  | Θ 0398 233 | Ω 03A9 234  | δ 03B4 235  | ∞ 221E 236  | {\displaystyle \varnothing } 2205 237 | ∈ 2208 238 | ∩ 2229 239    |
| F- | ≡ 2261 240  | ± 00B1 241  | ≥ 2265 242  | ≤ 2264 243  | ⌠ 2320 244  | ⌡ 2321 245  | ÷ 00F7 246  | ≈ 2248 247  | ° 00B0 248  | ∙ 2219 249 | · 00B7 250  | √ 221A 251  | ⁿ 207F 252  | ² 00B2 253                            | ■ 25A0 254 | NBSP 00A0 255 |
|    | -0          | -1          | -2          | -3          | -4          | -5          | -6          | -7          | -8          | -9         | -A          | -B          | -C          | -D                                    | -E         | -F            |

NOTA: el aspecto gráfico de los caracteres 0 (0h), 32 (20h) y 255 (FFh) son simples espacios en blanco, sin marcas de ninguna clase.
NOTA: el carácter gráfico seleccionado para el carácter número 0 es U+2007 FIGURE SPACE (FSP), "espacio de número", un espacio del mismo ancho que los números en los tipos de letra de ancho fijo.
En DOS y Windows, la mayoría de los caracteres de la página de códigos activa se pueden insertar pulsando la tecla Alt e introduciendo el código decimal de hasta tres dígitos en el bloque numérico del teclado. Esta técnica se denomina Códigos de tecla ALT. Se puede averiguar cuál es la página de códigos activa mediante la orden de MS-DOS mode con o chcp.

## Las diferencias con el ASCII
El CP437 está basado en el ASCII, con las siguientes modificaciones:
- El rango C0 para caracteres de control (00h–1Fh en hexadecimal) está mapeado con caracteres gráficos. Los códigos pueden asumir su función original como controles, pero cuando se colocan en la memoria RAM del adaptador de vídeo y se ven en modo texto, por ejempllo con un editor en pantalla como el "Edit" de MS-DOS, se muestran como gráficos. Los gráficos son variados, como caras sonrientes, palos de la baraja francesa y figuras musicales. De modo similar, el código 127 (7Fh), DEL, se muestra como un gráfico (una casita).

- El rango del bit más alto, 128 a 255 (80h–FFh), está mapeado con símbolos variados: unos pocos caracteres europeos (como vocales acentuadas, etc) sin un orden particular e insuficientes para la correcta representación de la mayoría de los idiomas de Europa occidental, caracteres para el diseño de cajas, símbolos matemáticos y unas pocas letras del alfabeto griego comúnmente usadas en matemáticas y física.

El repertorio del CP437 se tomó del juego de caracteres de las máquinas dedicadas al proceso de texto de Wang, según Bill Gates en una entrevista realizada a él y Paul Allen en la edición del 2 de octubre de 1995 de la revista Fortune:
"… we were also fascinated by dedicated word processors from Wang, because we believed that general-purpose machines could do that just as well. That's why, when it came time to design the keyboard for the IBM PC, we put the funny Wang character set into the machine—you know, smiley faces and boxes and triangles and stuff. We were thinking we'd like to do a clone of Wang word-processing software someday."
"… estábamos fascinados por los procesadores de texto dedicados de Wang, porque pensábamos que las máquinas de propósito general podrían hacer también esto perfectamente. De ahí que, cuando llegó el momento de diseñar el teclado del PC de IBM, pusimos el divertido juego de caracteres de Wang en la máquina—ya sabe, caras sonrientes y cajas y triángulos y cosas así. Pensábamos que nos gustaría hacer un clon por software del procesador de texto de Wang algún día."
La selección del juego de caracteres, a menudo tachada de ser peculiarmente extravagante, tiene cierta lógica interna:
- Las filas 0 y 1 de la tabla, códigos 0 a 31 (0h a 20h), son un surtido de símbolos tipográficos ("dingbats" en inglés, caracteres complementarios y decorativos como los de la fuente Wingdings de Windows). El carácter aislado 127 (7Fh) también pertenece a este grupo.

- Las filas 2 a 7 de la tabla (excepto el carácter 127, 7Fh), códigos 32 a 126 (20h a 7Eh), son los caracteres imprimibles estándar del ASCII.

- Las filas 8 a 10 (Ah) de la tabla, códigos 128 a 175 (80h a AFh), son una limitada selección de caracteres de texto internacionales.

- Las filas 11 (Bh) a 13 (Dh) de la tabla, códigos 176 a 223 (B0h a DFh), son los caracteres para el diseño de cajas y bloques. Este apartado está a su vez distribuido de tal modo que los caracteres 192 a 223 (C0h a DFh) de las filas 12 y 13 (Ch y Dh) tengan todos brazos por la derecha (excepto el 217, D9h) o superficies rellenas por la derecha (excepto el 221, DDh), y ello es debido a la siguiente razón técnica:[1] la tarjeta de vídeo MDA del IBM PC original tenía almacenados los gráficos de los caracteres del CP437 como pequeños bitmap de ocho pixeles de ancho, pero los mostraba cada nueve pixeles en la pantalla, ocho más una separación adicional para mejorar el resultado visual. Así, los caracteres con diseño para conectar por su lado derecho debían duplicar sus octavos pixeles para que no se interrumpieran visualmente las líneas o áreas rellenas que formaban cuando se ponían seguidos. Esta extensión de los pixeles se hace con unos circuitos electrónicos especiales, y sólo afecta a esta porción del juego de caracteres.

- Las filas 14 (Eh) y 15 (Fh) de la tabla, códigos 224 a 255 (E0h a FFh) están dedicados a símbolos matemáticos, de los cuales los doce primeros son una limitada selección de letras griegas usadas corrientemente en física. Los caracteres 244 y 245 (F4h y F5h) son las partes superior e inferior de una S larga itálica, el símbolo empleado como el signo de integral (∫), y se pueden extender con el carácter 179 (B3h), la línea vertical del apartado de los diseños de cajas. Los caracteres 249 y 250 (F9h y FAh) son casi indistinguibles: el primero era sólo un único pixel, mientras que el segundo se asemeja al punto medio tipográfico (·). No está clara la necesidad real de incluir esta pareja, cuando sólo uno hunbiera sido suficiente. El carácter 255 (FFh) es sencillamente blanco, y sirve como una especie de espacio no particionable ("non-breaking space" o NBSP en inglés) para componer fórmulas matemáticas.

## Fallos en la internacionalización
El CP437 tiene una serie de caracteres internacionales, nominalmente los valores 128 a 175 (80H a AFh), aparentemente elegidos y ordenados sin un criterio concreto.
En modo alguno pueden ser considerados "occidentales" ni "europeos":
- Faltan muchos caracteres para el español (Á, Í, í, Ó, Ú), el francés (À, Â, È, Ê, Ë, Ì, Î, Ï, Ò, Ô, Œ, œ, Ù, Û, Ý, ý, Ÿ), y el portugués (Ã, ã, Õ, õ), necesarios para estos idiomas tanto en Latinoamérica como en Europa.

- Tiene los umlaut para el alemán (Ä, ä, Ö, ö, Ü, ü), pero la eszett (S fuerte, ß) debe representarse con el símbolo griego beta (β).

- Tiene las letras escandinavas Æ, æ, Å, å pero le faltan las Ø y ø (el carácter número 237, conjunto vacío, puede usarse como un substituto, pero no se muestra adecuadamente en el seno de las palabras).

- Junto con los símbolos de moneda para el centavo (¢), la libra esterlina (£) y el yen/Yuan (¥), tiene un par de símbolos de monedas europeas: para el florín (ƒ, Países Bajos) y la peseta (₧, España). La presencia de esta última es significativa, dado que la peseta española nunca tuvo símbolo propio; simplemente se abreviaba "Pt", "Pta", "Pts" o "Ptas". Es posible que este carácter fuera incluido en el juego debido a que los modelos españoles de la máquina de escribir eléctrica de IBM también tenían un tipo dedicado para esta abreviatura.

Juegos de caracteres de MS-DOS posteriores, como la página de códigos 850 (DOS Latino-1), página de códigos 852 (DOS Centroeuropeo) y la página de códigos 737 (DOS Griego), suplieron las deficiencias para el uso internacional con cierta compatibilidad con el CP437 reteniendo los caracteres para diseño de cajas de trazo simple y doble, descartando los que eran de trazos mixtos (p.e. horizontal doble/vertical simple). Todos los caracteres del CP437 están en los juegos de caracteres de Unicode y de Microsoft (WGL4), así como en la mayoría de los tipos de letra de Microsoft Windows, y también es el tipo VGA por defecto del núcleo Linux, y de los juegos de caracteres universales ISO 10646 para los X11.

## Caracteres con múltiples significados
Junto con los caracteres del rango 0 a 31, que pueden ser interpretados como controles ASCII así como símbolos tipográficos, algunos caracteres con un aspecto ambiguo (a los ojos de sus implementadores, no a los de un tipógrafo) tienen significados sobrecargados, dependiendo del contexto:
- 225 (E1h) es tanto la S fuerte eszett alemana (U+00DF, ß) como la letra griega minúscula beta (U+03B2, β).

- 228 (E4h) es tanto el signo matemático para sumatorios (U+2211, ∑) como la letra griega mayúscula sigma (U+03A3, Σ).

- 230 (E6h) es tanto el signo del prefijo micro (U+00B5, µ) como la letra griega minúscula mu (U+03BC, μ).

- 234 (EAh) es tanto el signo para la unidad de resistencia eléctrica ohmio (U+2126, Ω) como la letra griega mayúscula omega (U+03A9, Ω) (nótese que también en Unicode, el signo del ohmio es canónicamente equivalente a la omega mayúscula, y su uso no está recomendado en favor de la omega mayúscula).

- 235 (EBh) es la letra griega minúscula delta (U+03B4, δ), pero también ha sido usada como un substituto aproximado para la letra islandesa minúscula eth (U+00F0, ð) y como un símil del signo de la derivada parcial (U+2202, ∂).

- 237 (EDh) es principalmente el signo para el conjunto vacío (U+2205, {\displaystyle \varnothing }) y también se usa como el signo phi en itálica (U+03D5, {\displaystyle \phi \,\!}) para designar ángulos, como el símbolo para diámetro (U+2300, {\displaystyle \varnothing }) y como un substituto aproximado para la letra O barrada en minúsculas (U+00F8, ø), pero rara vez como la letra griega minúscula phi (U+03D6, φ) dado que su forma original por IBM (parece un pequeño círculo cruzado por una barra) no se asemeja demasiado a esta letra griega minúscula.

- 238 (EEh) es tanto el símbolo de pertenece a (U+2208, ∈) como la letra griega minúscula epsilon (U+03B5, ε). También, en algunas impresoras de tickets de matriz de puntos (con el CP437 en ROM) se usa hoy día en lugar del signo del euro (U+20AC, €), en los países europeos en los que el euro es la moneda oficial.

La razón principal para esta proliferación es que el juego de caracteres CP437 de los adaptadores de vídeo MDA y CGA del IBM PC original, así como de las impresoras compatibles, estaba fijado en ROM y no podía cambiarse por software, de modo que los desarrolladores y los usuarios trataron de sacar el máximo partido de los recursos disponibles.
Los implementadores de tablas de mapas para Unicode deberían tener en cuenta que estos caracteres "unificados" pueden no tener un significado único y preciso: la elección correcta depende del contexto.

## Valores en la referencia de Microsoft para Unicode
Algunos caracteres del CP437 tienen asignados los siguientes valores Unicode en la documentación de referencia de Microsoft, que en algunos casos se aparta de los valores dados en la tabla anterior:
00h = U+0000 NULL

7Fh = U+007F DELETE

E1h = U+00DF LATIN SMALL LETTER SHARP S

EDh = U+03C6 GREEK SMALL LETTER PHI

EEh = U+03B5 GREEK SMALL LETTER EPSILON

|  | Valores de control fijos | NUL 0000 0 | DEL 007F 127 | Valores alternativos de carácter | ß 00DF 225 | φ 03C6 237 | ε 03B5 238 |

Se hace notar aquí que el carácter Unicode U+03D5 GREEK PHI SYMBOL ({\displaystyle \phi \,\!}) hubiera sido una mejor elección para el valor número 237 (EDh) del CP437.